# Doraemon: Nobita no neji maki shitī bōken-ki
Doraemon: Nobita no neji maki shitī bōken-ki (ドラえもん のび太のねじ巻き都市冒険記), és una pel·lícula del 1997 dirigida per Fujiko Fujio.
És la dihuitena pel·lícula de Doraemon, estrenada als cinemes japonesos el 8 de març de 1997.

## Trama
Doraemon va guanyar en una loteria alguns planetes de poca utilitat ubicats a la banda entre Mart i Júpiter. Després d'haver anat a visitar un dels planetes juntament amb Nobita i els seus altres amics, en Doraemon descobreix que el vent del planeta és capaç de fer viure fins i tot objectes inanimats com joguets. En Nobita i els altres decideixen llavors portar els seus joguets a aquell lloc per donar-lis vida.